# 마리안 생젤레
마리안 생젤레(프랑스어: Marianne St-Gelais, 1990년 2월 17일~)는 캐나다의 여자 쇼트트랙 선수로, 퀘벡주 출신이다. 현재 몬트리올에서 거주하며 훈련하고 있다.
그는 2009년 세계 주니어 선수권 500m에서 우승을 차지했으며 2010년 동계 올림픽 500m에서 출전했다. 당시 그는 자신의 생일인 2월 17일에 벌어진 결승전에서 중국의 왕멍에 이어 2위를 차지, 은메달을 획득하였으며, 이어 계주에서도 은메달을 획득했다. 2014년 동계 올림픽에서는 계주에서 은메달을 획득했다.